# Otto Schottenloher
Otto Schottenloher (* 7. September 1907 in Bamberg; † 4. August 1973 in München) war ein deutscher Archivar.

## Leben und Wirken
Otto Schottenloher, Sohn des Bibliothekars Karl Schottenloher, studierte von 1925 bis 1930 Germanistik, Geschichte und Geographie an den Universitäten Freiburg/Br., Wien und München und promovierte 1931 an der Universität München. Nach dem Besuch der Archivschule in München seit 1931 begann er seine archivarische Tätigkeit 1935 am Staatsarchiv Würzburg, wechselte dann 1936 an das Staatsarchiv Speyer und 1937 an das Staatsarchiv Bamberg. Seit 1945 war er bis zum Eintritt in den Ruhestand 1970 am Hauptstaatsarchiv München tätig, seit 1955 als Archivdirektor und Vorstand. 
Von 1954 bis 1972 war er Schriftleiter der Archivalischen Zeitschrift. 
Schottenloher veröffentlichte mehrere Studien über Erasmus von Rotterdam, außerdem verfasste er mehrere Artikel für die Neue Deutsche Biographie. 

## Schriften
- Erasmus im Ringen um die humanistische Bildungsreform. Ein Beitrag zum Verständnis seiner geistigen Entwicklung (= Reformationsgeschichtliche Studien und Texte, Bd. 61). Aschendorff, Münster 1933 (Dissertation Universität München).
- Das „Memorial“ des Bamberger Stadtsteuerschreibers und Stadtrats Hans Hebeisen 1590. In: Bericht des Historischen Vereins für die Pflege der Geschichte des ehemaligen Fürstbistums Bamberg, Bd. 85 (1937), S. 28–35.
- (Hrsg.): Paul Joachimsen / Die Reformation als Epoche der deutschen Geschichte. Oldenbourg, München 1951 (Neudruck: Scientia-Verlag, Aalen 1970, ISBN 3-511-00639-2).
- Erasmus, Johann Poppenruyter und die Entstehung des Enchiridion militis christianae. In: Archiv für Reformationsgeschichte, Bd. 45 (1954), S. 109–116.
- Archivbau in Geschichte und Gegenwart. In: Archivalische Zeitschrift, Bd. 62 (1966), S. 11–65.
- Lex naturae und lex Christi bei Erasmus. In: Scrinium Erasmianum, Bd. 2 (1969), S. 253–299.
- Erasmus und die Respublica Christiana. In: Historische Zeitschrift, Bd. 210 (1970), S. 295–323.
- Zur legum humanitas bei Erasmus. In: Festschrift für Hermann Heimpel zum 70. Geburtstag am 19. Sept. 1971. Bd. 1. Vandenhoeck & Ruprecht, Göttingen 1971, S. 667–683